# Francesco Martelli

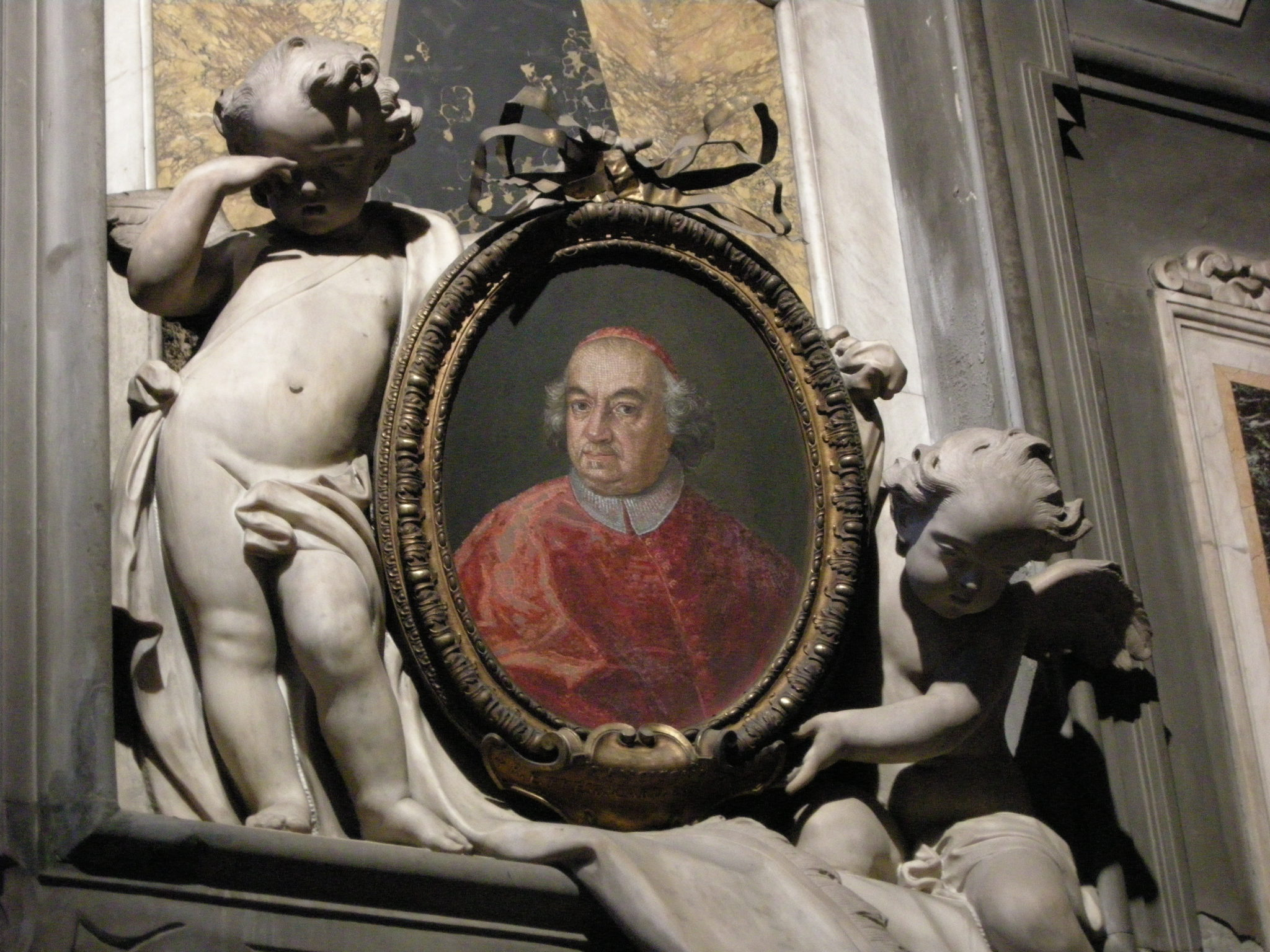
Grab von Kardinal Martelli in der Familienkapelle in der Kirche San Gaetano, Florenz

Francesco Martelli (* 19. Januar 1633 in Florenz; † 28. September 1717 in Rom) war ein italienischer katholischer Kardinal und Patriarch.

## Biografie
Francesco Martelli wurde als Mitglied der florentinischen Patrizierfamilie Martelli geboren und schloss sein Studium an der Universität Pisa sowohl im Zivilrecht als auch im Kirchenrecht ab. Zu Beginn seiner kirchlichen Laufbahn wurde er Kanoniker der Kathedrale von Florenz. Anschließend ging er in die Ewige Stadt, wo er im Pontifikat von Papst Alexander VII. eine Prälatur an der Kurie erhielt. 1662 wurde er Referendar am Tribunal der Apostolischen Signatur zudem im selben Jahr auch Gouverneur von Faenza und Spoleto. von 1663 bis 1666 hatte er das Amt des Vizelegaten in Ferrara inne. Unter Papst Klemens IX. wurde Prälat Martelli Relator der Sacra Congregazione della Consulta. Am 25. August 1675 wurde zum Subdiakon, am 1. September 1675 zum Diakon und am 8. September 1675 zum Priester geweiht.
Am 9. September 1675 ernannte Papst Klemens X. Francesco Martelli zum Titularerzbischof von Korinth, worauf ihm am 15. September 1675 Kardinalstaatssekretär Francesco Nerli die Bischofsweihe spendetr. Am 20. September desselben Jahres wurde er zum Päpstlichen Thronassistenten und gleichzeitig zum Apostolischen Nuntius in Polen ernannt.
Unter Papst Innozenz XI. war er Sekretär der Congregazione dell'Immunità ecclesiastica und ab 27. Juli 1691 der Sacra consulta. Am 21. Juli 1698 wurde er zum Titularpatriarchen von Jerusalem erhoben. Papst Klemens XI. kreierte Martelli im Konsistorium vom 17. Mai 1706 zum Kardinal und erannte daraufhin zum Kardinalpriester der Titelkirche Sant’Eusebio. Einige Jahre später ging er wegen seines Gichtleidens in den Ruhestand.
Kardinal Martelli starb in seinem römischen Palast in der Nähe von Sant’Agostino und wurde dort begraben, bevor er von seiner Familie in die Familienkapelle in Florenz, in der Kirche Santi Michele e Gaetano, verlegt wurde.